# Aegle kaekeritziana
Aegle kaekeritziana, in der Literatur zuweilen auch mit den Epitheta koekeritziana, coeceritziana, flavida, flava oder sulphurifera zu finden, ist ein Schmetterling (Nachtfalter) aus der Familie der Eulenfalter (Noctuidae).

## Merkmale

### Falter
Die Falter erreichen eine Flügelspannweite von 20 bis 26 Millimetern. Die Vorderflügel sind nahezu einfarbig blass graugrün bis graugelb gefärbt. Der Apex ist spitz. Bei einigen Exemplaren ist eine punktförmige schwarze Nierenmakel zu erkennen. Die äußerste Saumlinie schimmert zumeist leicht rötlich. Die Hinterflügel sind zeichnungslos dunkel graubraun gefärbt.

### Raupe
Erwachsene Raupen sind grüngelb bis gelbgrau und haben eine undeutliche, breite, graue Rückenlinie. Die ebenfalls grauen Seitenstreifen sind nach unten orange begrenzt. Der kleine Kopf ist hellbraun, Halsschild und Stigmen sind schwarz.

## Geographische Verbreitung und Lebensraum
Die Verbreitung von Aegle kaekeritziana reicht von einigen Plätzen in Südosteuropa und dem Mittelmeerraum sowie Richtung Osten über die Türkei und den Kaukasus bis nach Transkaukasien. Im deutschsprachigen Raum ist die Art an wenigen Stellen im Burgenland nachgewiesen. Die Tiere sind hauptsächlich in warmen und trockenen Steppengebieten anzutreffen.

## Lebensweise
Die nachtaktiven Falter fliegen von Mai bis Ende August und besuchen auch künstliche Lichtquellen. Die Raupen ernähren sich von verschiedenen Ritterspornarten (Delphinium). Sie verpuppen sich in einem festen Gespinst.